# Neomelambrotus cristatus
Neomelambrotus cristatus är en insektsart som beskrevs av Kimmins in Tjeder 1992. Neomelambrotus cristatus ingår i släktet Neomelambrotus och familjen fjärilsländor. Inga underarter finns listade i Catalogue of Life.